# Wooster (Ohio)
Wooster – miasto w Stanach Zjednoczonych, w stanie Ohio.
Liczba mieszkańców w 2000 roku wynosiła 25 288.

## Klimat
Miasto leży w strefie klimatu subtropikalnego, umiarkowanego, łagodnego bez pory suchej i z gorącym latem, należącego według klasyfikacji Köppena do strefy Cfa. Średnia temperatura roczna wynosi 10,0°C, a opady 952,5 mm (w tym do 81,3 cm opadów śniegu). Średnia temperatura najcieplejszego miesiąca - lipca wynosi 22,9°C, natomiast najzimniejszego -2,9°C. Najniższa zanotowana temperatura wyniosła -31,1°C a najwyższa 40,66°C.